# Tôma Trần Văn Thiện
Tôma Trần Văn Thiện (sinh năm 1820 tại làng Trung Quán, xã Duy Ninh, huyện Quảng Ninh, tỉnh Quảng Bình - mất năm 1838 tại pháp trường ngoài thành cổ Quảng Trị) là một tín hữu Công giáo Việt Nam, người đã được phong hiển thánh ngày 19 tháng 6 năm 1988.

## Cuộc sống
Tôma Trần Văn Thiện sinh năm 1820 tại làng Trung Quán, tỉnh Quảng Bình, trong một gia đình đạo hạnh. Lên chín tuổi, chú Thiện được học chữ Nho, học giáo lý và giúp lễ tại họ đạo Mỹ Hương.Chú Thiện tỏ ra rất thông minh, được gửi học Latinh với cha Chỉnh tại họ Kẻ Sen. Nhờ có tính tình tốt và trí thông minh, năm 18 tuổi (1838), chú Thiện được cha giám đốc Candalh Kim gọi về chủng viện Di Loan, Quảng Trị.

## Bắt bớ và tử đạo
Chú Thiện và người chị cả hối hả lên đường, nhưng khi đến Di Loan thì gặp quan quân đang vây làng bắt tây dương đạo trưởng nhưng không tìm thấy. Quan hạ lệnh bắt một số giáo hữu, trong số đó có chú Thiện và điệu về công đường Quảng Trị. Quan tỉnh nghe nói chú là chủng sinh của cha Kim nên truyền tra hỏi cặn kẽ để biết cha trốn ở đâu, rồi khuyên chú bỏ đạo nếu không muốn chết. Thấy chú còn trẻ lại khôi ngô, quan bảo nếu chú bỏ đạo thì chẳng những tha mà còn nhận làm con rể và ban cho địa vị. Nhưng chú từ chối: “Tôi chỉ mong chức quyền trên trời, chứ không màng đến chức quyền thế gian”.Trong tù ngục, khi chứng kiến nhiều kẻ chối đạo, chú Thiện tăng cường ăn chay và cầu nguyện cho những kẻ chối đạo để họ sớm ăn năn thống hối. Đặc biệt, trong lao tù, nhờ bị đóng gông và giam chung với cha Jaccard - Phan, chú hân hoan đón nhận những lời dạy bảo và khuyên nhủ của cha nên lao tù trở thành chủng viện cho chú.Ngày 17-9-1838, vua Minh Mạng châu phê bản án truyền xử giảo chủng sinh Thiện và thừa sai Jaccard - Phan. Án lệnh được thi hành ngày 21-9-1838 tại pháp trường Nhan Biều, bên dòng sông Thạch Hãn, ngoài cổ thành Quảng Trị. Chú Thiện dọn mình và xin cha Jaccard - Phan giải tội lần cuối cùng. Hai chứng nhân đức tin âm thầm quỳ xuống cầu nguyện trên hai chiếc chiếu đã dọn sẵn. Binh lính đến tháo gông khỏi cổ, thay vào bằng sợi dây thật dài và thi hành án xử giảo. Chủng sinh Tôma Trần Văn Thiện đã dâng hiến trọn vẹn tuổi đời thanh xuân cho Thiên Chúa tình yêu. Thi hài của ngài được an táng tại chính đất pháp trường Nhan Biều. Năm 1847, toàn bộ hài cốt được đưa về trang trọng cung kính tại Nhà nguyện của Hội Thừa Sai Paris. Tại nơi xử các ngài, Nhan Biều, vào năm 2012, Giáo phận đã xây một đền thờ tôn kính cha Jaccard Phan và thầy Tôma Thiện. 

## Phong Thánh
Chủng sinh Tôma Trần Văn Thiện được suy tôn lên bậc chân phước ngày 27-5-1900 và được tôn phong hiển thánh ngày 19-6-1988.